# Лейкувко
Лейкувко (пол. Lejkówko) — село в Польщі, у гміні Малехово Славенського повіту Західнопоморського воєводства.